# 21e étape du Tour d'Italie 2010
Pour un article plus général, voir Tour d'Italie 2010.
La 21e et dernière étape du Tour d'Italie 2010 s'est déroulée le dimanche 30 mai 2010 autour de Vérone sur 15,3 kilomètres. Il s'agit du troisième contre-la-montre individuel de l'épreuve. Elle a été remportée par le Suédois Gustav Larsson (Team Saxo Bank), tandis que l'Italien Ivan Basso (Liquigas-Doimo) termine en tête du classement général et remporte son deuxième Tour d'Italie, après celui de 2006.

## Profil de l'étape
Un court contre-la-montre de 15,3 kilomètres dans les rues de Vérone conclut ce Giro 2010, sur un parcours déjà emprunté lors du contre-la-montre final du Giro 1984, ou encore lors de la course en ligne des Championnats du monde 1999 et 2004.

## La course
Gustav Larsson (Team Saxo Bank), parti tôt, établit un temps que ni Bradley Wiggins (Team Sky), favori a priori de l'étape, ni Marco Pinotti (Team HTC-Columbia), en tête à la mi-course, notamment, ne parviendront à battre.
Du côté du classement général, le seul suspens concerne la troisième place, puisque Vincenzo Nibali (Liquigas-Doimo) et Michele Scarponi (Androni Giocattoli) ne sont séparés que par une seconde au départ de l'étape. Mais Nibali, meilleur en contre-la-montre, parvient finalement sans difficulté à conserver sa place sur le podium.
Ivan Basso (Liquigas-Doimo), qui termine à la 15e place de l'étape, remporte donc le Tour d'Italie 2010.

## Classement de l'étape

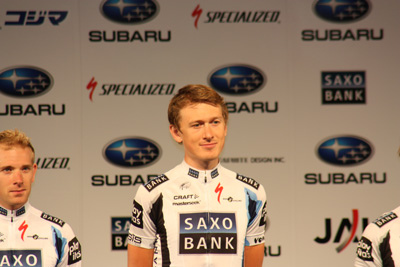
Gustav Larsson remporte la dernière étape de ce Giro

|    | Coureur              | Pays        | Équipe             |    | Temps       |
| -- | -------------------- | ----------- | ------------------ | -- | ----------- |
| 1  | Gustav Larsson       | Suède       | Team Saxo Bank     | en | 20 min 19 s |
| 2  | Marco Pinotti        | Italie      | Team HTC-Columbia  | +  | 2 s         |
| 3  | Alexandre Vinokourov | Kazakhstan  | Astana             |    | 17 s        |
| 4  | Cadel Evans          | Australie   | BMC Racing         |    | 22 s        |
| 5  | Vincenzo Nibali      | Italie      | Liquigas-Doimo     |    | 23 s        |
| 6  | Ignatas Konovalovas  | Lituanie    | Cervélo TestTeam   |    | 23 s        |
| 7  | Bradley Wiggins      | Royaume-Uni | Team Sky           |    | 29 s        |
| 8  | Cameron Meyer        | Australie   | Garmin-Transitions |    | 32 s        |
| 9  | Michele Scarponi     | Italie      | Androni Giocattoli |    | 35 s        |
| 10 | Tom Stamsnijder      | Pays-Bas    | Rabobank           |    | 37 s        |

## Classement général
|    | Coureur              | Pays       | Équipe             |    | Temps            |
| -- | -------------------- | ---------- | ------------------ | -- | ---------------- |
| 1  | Ivan Basso           | Italie     | Liquigas-Doimo     | en | 87 h 44 min 01 s |
| 2  | David Arroyo         | Espagne    | Caisse d'Épargne   | +  | 1 min 51 s       |
| 3  | Vincenzo Nibali      | Italie     | Liquigas-Doimo     |    | 2 min 37 s       |
| 4  | Michele Scarponi     | Italie     | Androni Giocattoli |    | 2 min 50 s       |
| 5  | Cadel Evans          | Australie  | BMC Racing         |    | 3 min 27 s       |
| 6  | Alexandre Vinokourov | Kazakhstan | Astana             |    | 7 min 06 s       |
| 7  | Richie Porte         | Australie  | Team Saxo Bank     |    | 7 min 22 s       |
| 8  | Carlos Sastre        | Espagne    | Cervélo TestTeam   |    | 9 min 39 s       |
| 9  | Marco Pinotti        | Italie     | Team HTC-Columbia  |    | 14 min 20 s      |
| 10 | Robert Kišerlovski   | Croatie    | Liquigas-Doimo     |    | 14 min 51 s      |

## Abandon
Aucun abandon.